# 大卫·坎贝尔
大卫·坎贝尔（英語：David E. Campbell）为一位美国音讯工程师。他曾获得过1次奥斯卡最佳音响效果奖，并5次提名这一奖项。自1977年起他参与了160多部电影的制作。

## 精选影视作品
坎贝尔曾赢得1次奥斯卡最佳音响效果奖，并获得5次提名。
获奖：
- 黑客帝国 (1999)[1]

提名：
- 至尊神探 (1990)[2]
- 燃情岁月 (1994)[3]
- (2000)[4]
- 加勒比海盗：黑珍珠号的诅咒 (2003)[5]
- 父辈的旗帜 (2006)[6]